# Dwergmaskerwever
De dwergmaskerwever (Ploceus luteolus) is een zangvogel uit de familie Ploceidae (wevers en verwanten).

## Herkenning
De vogel is 12 cm lang en weegt 11 tot 15 g, het is een kleine soort wevervogel. Het mannetje heeft in broedkleed een zwart masker dat gedeeltelijk ook over de voorkant van de kruin reikt. De buik en borst zijn kanariegeel en van boven is de vogel dofgeel met zwarte strepen en een gele stuit. Het vrouwtje en het mannetje buiten de broedtijd zijn bleekgeel met een lichte oogstreep en van boven geelachtig groen met zwarte strepen.

## Verspreiding en leefgebied
Deze soort telt 2 ondersoorten:
- P. l. luteolus: van Mauritanië, Senegal en Gambia tot Eritrea, Ethiopië en noordelijk Kenia.
- P. l. kavirondensis: Oeganda, westelijk Kenia en noordwestelijk Tanzania.

Het leefgebied bestaat uit savanne begroeid met Acaciabomen, droge gebieden met struikgewas en langs de randen van agrarisch gebied, meestal in laagland, maar in Oost-Afrika ook op hoogvlakten tussen de 400 en 1500 m boven de zeespiegel.
Een bijzonderheid van deze soort is dat het mannetje een nest bouwt in doornige struiken, 3 tot 5,5 m boven de grond en vaak in de buurt van nesten van hoornaars.

## Status
De grootte van de wereldpopulatie is niet gekwantificeerd. Men veronderstelt dat de soort in aantal stabiel is. Om deze redenen staat de dwergmaskerwever als niet bedreigd op de Rode Lijst van de IUCN.